# Non ho denaro
Non ho denaro, in fase di produzione intitolato Bandito Favorito, è il settimo album in studio del duo musicale italiano Krisma, pubblicato nel 1989.

## Descrizione
Dopo l'esperienza con la Carosello di Francesco Curci, da cui Vasco Rossi e Mario Rapallo si separano nel 1988 creando l'etichetta Bollicine, affiliata alla Targa, i Krisma vengono convinti da questi ultimi a entrare nella loro scuderia. Nell'estate il duo si mette così al lavoro a un nuovo album intitolato Bandito Favorito, composto di nuove canzoni prevalentemente in inglese, ma Vasco Rossi suggerisce di provare a inserire dei testi in italiano così da poter vendere meglio il disco in Italia. I Krisma tornano al lavoro preparando delle versioni italiane non definitive e senza ultimare l'album.
Alcune settimane dopo l'album viene confezionato dalla casa discografica senza interpellare il gruppo, così il titolo viene cambiato in Non ho denaro, frase presa dal testo di una delle canzoni, e viene disegnata una copertina non gradita dai Krisma. Questo crea dei dissapori tra i Krisma e Mario Rapallo e così l'album esce senza alcuna promozione, con i crediti in copertina ridotti all'essenziale (ragion per cui non si conosce il nome dei musicisti e del personale tecnico coinvolto nella realizzazione del disco), con il solo scopo di ottemperare gli obblighi contrattuali da parte dell'etichetta.
I brani dell'album sono stati composti dagli stessi Christina Moser e Maurizio Arcieri. Probabilmente a causa dei contrasti tra i Krisma e l'etichetta discografica alcuni brani non sono stati realizzati con la stessa cura di altri: brani come Prendo la moto o Danke Schönen appaiono meno curati e apparentemente incompiuti rispetto a brani più curati come Bandito Favorito o Jungle Lover.
L'album è stato pubblicato dall'etichetta discografica Bollicine in formato LP (BOL 1102) e musicassetta (BOK 71102) nel 1989. Non ne è ancora stata realizzata nessuna ristampa. L'esistenza di una sola edizione e la mancata ristampa, ne fanno perciò a tutt'oggi un disco piuttosto raro sul mercato discografico, dato che, a causa della rottura tra i Krisma e la Bollicine, sono state praticamente distribuite solamente le copie promozionali.
Il disco è stato l'ultimo prodotto discografico dei Krisma su vinile e per lungo tempo è stato anche il loro ultimo lavoro musicale. In seguito, per tutti gli anni novanta, il duo si è dedicato ad altri progetti, in particolare televisivi, collaborando con le trasmissioni Pubblimania, Blob e Sat Sat, trasmesse da Rai 3, e più tardi creando la propria emittente televisiva satellitare Krisma TV. I Krisma sarebbero ritornati alla musica solamente dodici anni dopo con l'album The Best, che raccoglie nuove versioni riarrangiate e riregistrate dei loro brani più noti.

## Tracce
Testi e musiche di Christina Moser, Maurizio Arcieri.
1. Prendo la moto – 4:02
2. Messaggiami – 3:50
3. La spesa – 5:03
4. Bandito Favorito – 3:45
5. Maisonnette – 1:13
6. Where Is The Money – 0:48
7. Chicas de Hollanda – 3:42
8. Jungle Lover – 4:47
9. Occhi distratti – 4:04
10. Danke schönen – 4:09

Durata totale: 35:23

## Crediti

### Formazione
- Christina Moser - voce
- Maurizio Arcieri - voce, sintetizzatore

## Edizioni
- 1989 - Non ho denaro (Bollicine, BOL 1102, LP, Italia)
- 1989 - Non ho denaro (Bollicine, BOK 71102, MC, Italia)